# Ardea (Italie)
Pour les articles homonymes, voir Ardea (homonymie).
Ardea (en français Ardée) est une ville italienne d'environ 50 300 habitants, située dans la ville métropolitaine de Rome Capitale dans la région Latium en Italie centrale.

## Géographie

### Hameaux
Les frazione d'Ardea sont Banditella, Campo di Carne, Castagnetta, Nuova Florida, Tor San Lorenzo et Tor San Lorenzo Lido.

### Communes limitrophes
Ardea est attenante aux communes d'Albano Laziale, Anzio, Aprilia, Ariccia et Pomezia.

## Histoire

### Antiquité
Ancienne capitale des Rutules, elle est la résidence de Turnus, leur roi, dans l’Énéide de Virgile. D'un incendie qui l'aurait alors détruite serait né le héron, son homonyme en latin, selon Ovide (Métamorphoses 14, 573-580). C'est pendant le siège d'Ardée par Tarquin le Superbe qu'arrive l'aventure de Lucrèce, racontée dans l'Histoire romaine de Tite-Live.
Cité des Rutules, sur une des pentes des monts Albains, Ardée est liée à la légende d’Énée. Elle est mentionnée par Polybe comme cité interdite au pillage des Carthaginois dans le premier traité romano-punique vers 509 av. J.-C.. C’est une des premières cités de la ligue latine. Les Romains y établissent une colonie latine en 442 av. J.-C. pour aider à sa défense contre les Volsques. Les terres de cette colonie sont prioritairement accordées aux alliés Rutules, ce qui engendre quelques mécontents à Rome,. Elle est mentionnée par Ptolémée qui fait référence aux temples, par Pline l'Ancien, qui mentionne les peintures du temple de Junon Reine, par Servius pour sa fondation par Danaé. C’est un centre important à l’époque archaïque mais qui décline au milieu de l’époque républicaine. Ce n’est plus qu’un hameau à l’époque impériale.

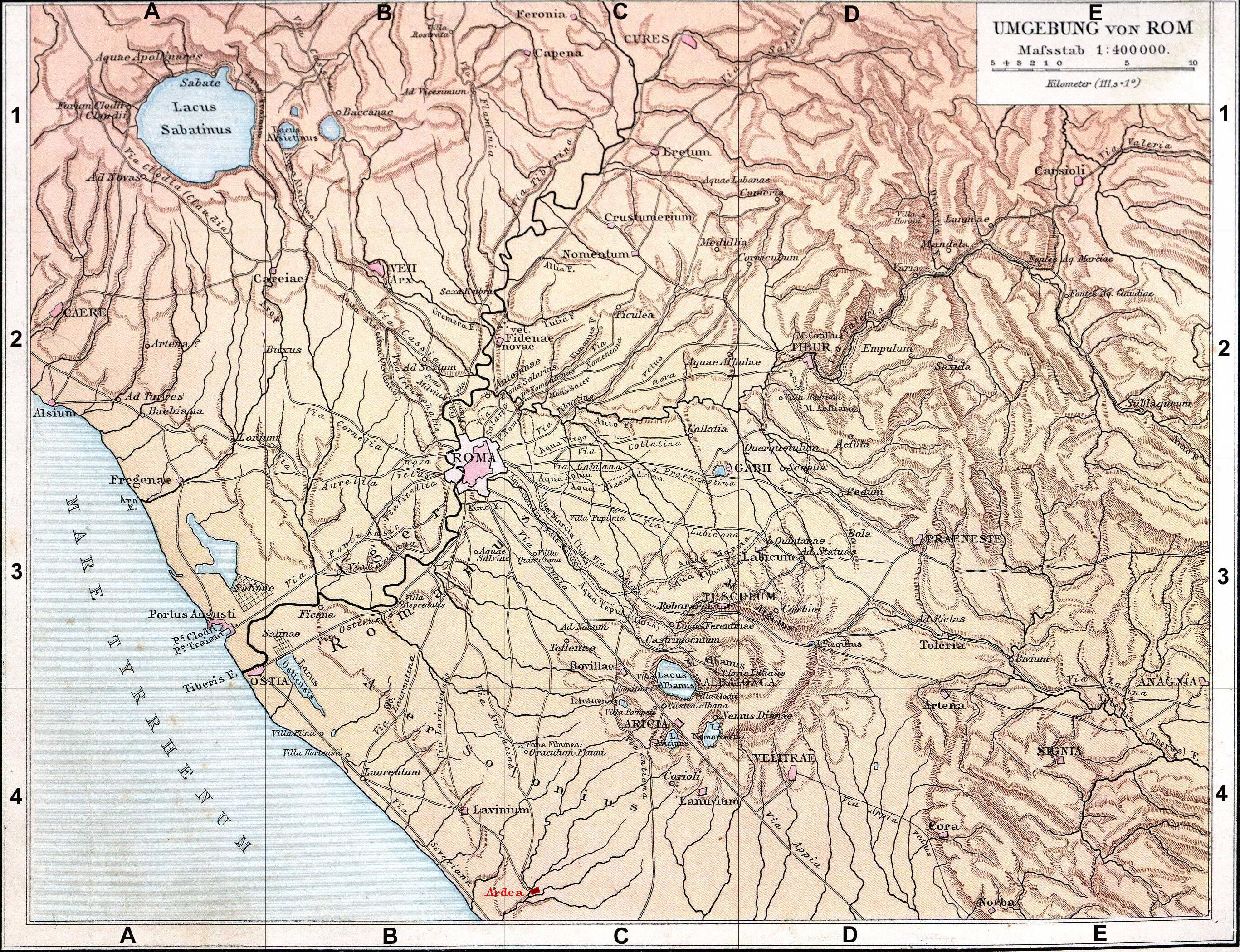
Ardée sur une carte du Latium antique
(1886, G. Droysens Allgemeiner Historischer Handatlas).

Le centre moderne occupe l’emplacement de la ville antique, sur une colline allongée entre deux cours d’eau, le Fosso della Mola et le Fosso dell’Acquabona. L’acropole occupe la colline au sud-ouest, reliée à celle de Civitavecchia par un isthme barré par un terre-plein, un mur en opus quadratum et un fossé. Un second agger barrait la localité Civitavecchia au nord-est et l’isolait du plateau de Casalazzara, protégé également par un agger. La tradition attribue la fondation de la cité à Danaé, mère de Persée, tandis qu’une autre version l’attribue à Ardea, fils d’Ulysse et de Circé. La légende la plus fameuse, connue par Virgile, est celle de Turnus roi des Rutules qui se serait opposé à l’installation des Troyens. Le site est occupé dès le Bronze moyen. À l’âge du fer, l’acropole semble occupée par deux villages séparés, avec des nécropoles entre les deux. Un autre village se trouvait à Civitavecchia et une nécropole à Casalazzara. Le synœcisme, comme en d’autres endroits du Latium, semble se produire vers la fin du VIIe siècle av. J.-C. Ardea est alors la capitale des Rutules, une population distincte des Latins mais assez proche car admise dans la ligue des peuples Albains (et citée dans celles qui se réunissaient près du sanctuaire de Diane au lac de Nemi). Ardea se trouve sur l’axe d’expansion de Rome vers la vallée Pontine. La ville est attaquée par les Tarquins et apparaît comme protégée de Rome lors du traité de 509 avec Carthage. Ardea est du côté des Latins à la bataille du lac Régille puis est en conflit violent avec Aricie au sujet de la possession de Corioles. Rome, sollicitée pour un arbitrage, tranche en annexant ce territoire. En -442 ou -434 est déduite une colonie latine, signe d’une décadence démographique préoccupante face aux Volsques. Camille s’y serait exilé et en serait revenu avec des secours contre les Celtes. Vers -315, la ville subit des destructions de la part des Samnites. La ville perd de l’importance après la deuxième guerre punique, malgré l’activité édilitaire de l’aristocratie locale (basilique au IIe siècle av. J.-C.).
Le système des fortifications d’Ardée est constitué de terre-pleins et fossés (entre l’acropole et Civitavecchia, entre Civitavecchia et Casalazzara, à l’extrémité orientale de Casalazzara). Elles datent peut-être du VIe siècle av. J.-C. Vers le IVe siècle av. J.-C., la cité est entourée d’une enceinte continue en blocs de tuf équarris. Cette enceinte rappelle le mur Servien. Le terre-plein mesure par endroits 40 m de hauteur pour 60 m de large et le fossé 25 m de large. On a découvert les restes d’une porte en opus quadratum de tuf. Le fossé était traversé par un viaduc en opus quadratum de tuf. La ville semble avoir un plan régulier, avec des îlots allongés (60–70 m sur 110–130 m). Le principal temple de l’acropole a été fouillé en 1930 (angle de via Garibaldi et via Bixio). Il mesure 33,40 m sur 21,70 m. Les nombreux fragments de terres cuites architectoniques (Villa Giulia) permettent de distinguer une première phase dans la deuxième moitié du VIe siècle av. J.-C., puis diverses restructurations jusqu’au IIe siècle av. J.-C. Aucun élément ne permet de confirmer l’identification avec le temple de Junon Reine, qui devait plutôt se trouver sur le forum. Il peut s’agir des temples d’Hercule ou de Castor et Pollux ou d’un autre temple non mentionné dans les sources.
Un autre temple hellénistique a été découvert près de l’église San Pietro. Il s’agit d’un soubassement de 60m sur 20m. Les décorations architectoniques permettent de le dater de la République avancée. Le complexe le plus important de Civitavecchia est constitué d’un temple et d’une basilique, en connexion avec le forum, fouillés entre 1926 et 1946. Le podium du temple est long de 23,35m. Les décorations sont semblables à celles des temples de l’acropole. On y a découvert une petite coupe à v.n. avec une dédicace à Hercule. Il s’agit probablement du temple de Junon Reine,,. Au IIe siècle av. J.-C., les principaux édifices religieux de la ville sont rénovés et la basilique (fouillée de 1932 à 1934) est construite. Il s’agit d’un des plus anciens exemplaires de basilique conservé (avec celle de Cosa). À la localité Campetto, on a découvert un nymphée de la fin de la République.

### Histoire récente
- 13 juin 2021 :

## Administration
| Période                                  | Période  | Identité     | Étiquette | Qualité |
| ---------------------------------------- | -------- | ------------ | --------- | ------- |
| 26 juin 2004                             | En cours | Carlo Eufemi |           |         |
| Les données manquantes sont à compléter. |          |              |           |         |